# اسکندرمیرزا گرجی
الکساندر باتونیشویلی یا اسکندرمیرزا یا الکساندر میرزا (۱۷۷۰–۱۸۴۴ میلادی)، شاهزادهٔ گرجی طرفدار ایران در زمان جنگهای ایران و روس بود. پس از مرگ پدرش ایراکلی دوم، پادشاه کاختی و کارتلی (گرجستان شرقی)، این شاهزاده که اطمینان داشت سیاست‌های روس گرایانه برادر ناتنی اش، گیورگی دوازدهم، باعث نابودی گرجستان به‌دست روسیه می‌شود، از در مخالفت با برادرش درآمد و به درخواست فتحعلی شاه قاجار، تفلیس را ترک نمود و به نیروهای آوار طرفدار ایران تحت فرماندهی عمرخان در داغستان پیوست (۱۷۹۹م).
جنگ و گریز نیروهای گرجستانی اسکندرخان و ایرانیان همراهش از یک سو و نیروهای روس و گرجستانی مخالف از سوی دیگر، تا دو سال در کاختی ادامه داشت تا در تاریخ ۷ نوامبر ۱۸۰۰ میلادی اسکندر خان در نبرد نیاخورا شکست خورد و ناچار شد ابتدا به قره باغ و سپس به داغستان بگریزد.
بعدها در داغستان افسانه‌ای بر سر زبان‌ها افتاد که شیخ شامل داغستانی در اصل فرزند اسکندر میرزا است، اما گفته شده که خود شیخ شامل این داستان را می‌ساخته تا در خیزش ضد روسی خودش حمایت گرجی‌ها را هم جلب کند.

## درگیری با روسها
در سال ۱۸۰۱، آشکار شد که بدگمانی اسکندرخان نسبت به روس‌ها کاملاً به جا بود و سیسیانوف پادشاهی گرجستان را منحل اعلام کرد و رسماً گرجستان را ضمیمه روسیه نمود. با وجود اینکه روس‌ها شدیداً به‌دنبال او می‌گشتند، موفق شد که خود را به ایران برساند که شاه تعدادی از روستاهای ارمنی‌نشین در آذربایجان را همراه مقداری پول به او داد. در ۱۸۰۴، با شروع دوره اول جنگ‌های ایران و روس، اسکندرمیرزا در کنار ایرانیان وارد جنگ شد و ارتباطهای داخل گرجستان اش را برای ایجاد شورش ضد روسی فعال نمود. در این زمان با فرستادگان ناپلئون هم ملاقات داشت. سپتامبر ۱۸۱۲ شاهد برگشتن این شاهزاده به گرجستان و ایجاد شورش فراگیر در ناحیه کاختی گرجستان بود. ۴۰۰۰ نفر شورشی او را به عنوان پادشاه گرجستان اعلام نمودند، اما در نهایت مغلوب ارتش اعزامی از روسیه شدند که از اکتبر ۱۸۱۲ تا مارس ۱۸۱۳ درگیر سرکوب خیزش بود. در ۱۸۱۹ با دختر ملک ساحک (رئیس ارمنی‌های ایروان) ازدواج نمود تا حتی بتواند کمک ارمنی‌ها را هم جلب نماید. از این زمان تا زمان پیمان ترکمنچای (۱۸۲۸)، بارها در نواحی مختلف گرجستان اقدام به ایجاد شورش ضد روس‌ها نمود. آخرین نقشه برای قیام، در سال ۱۸۳۲ بود که پاسخی نداشت. از آن پس تا سال ۱۸۴۴ که درگذشت، تنها به صورت فرد ناامیدی درآمده بود.